# Partit dels Comunistes de la República de Moldàvia
El Partit dels Comunistes de la República de Moldàvia (romanès Partidul Comuniştilor din Republica Moldova, PCRM) és un partit polític de la República de Moldàvia, fundat el 1993 i dirigit per Vladimir Voronin. És l'únic partit comunista en obtenir la majoria de govern en Estats postsoviètics.
És membre del Partit de l'Esquerra Europea i de la Unió de Partits Comunistes - PCUS.

## Història
El PCRM va ser enregistrat com a partit polític el 1994. El PCRM formà part de les Forces Populars del Front Patriòtic en el moment de les eleccions presidencials moldaves de 1996, en la qual Voronin es va presentar com a candidat de la coalició i fou el tercer amb el 10,3% dels vots. El partit va donar suport a Petru Lucinschi en la segona volta de les eleccions, i després de la victòria de la Lucinschi el PCRM va obtenir dos càrrecs en el govern.
A les eleccions legislatives moldaves de 1998, el PCRM va obtenir un 30,1% dels vots i 40 escons, convertint-se en el major partit al Parlament. En la seva plataforma, va demanar "el renaixement d'una societat socialista". Tot i la seva forta presència, el PCRM va quedar en l'oposició a causa de la formació d'un govern de coalició de centredreta, l'Aliança per a la Democràcia i les Reformes. Encara que Luchinschi va nomenar més tard Voronin com a primer ministre de Moldàvia a finals de 1999, però la candidatura no va prosperar perquè Voronin no tenia prou suport al Parlament. L'Aliança per a la Democràcia i les Reformes, el primer govern de coalició en la història de Moldàvia, encapçalat per Ion Ciubuc, es va formar com a resultat de negociacions complexes després de les eleccions, format per la Convenció Democràtica de Moldàvia (26 diputats), pel Moviment per una Moldàvia Pròspera i Democràtica (24 diputats), i el Partit de les Forces Democràtiques (11 diputats). L'activitat dels successius governs de Ciubuc, Serafim Urechean i Ion Sturza es van caracteritzar per la inestabilitat política crònica, el que va impedir un programa de reformes coherent i el Front Popular Democristià va votar amb el PCRM la destitució del govern de Sturza el 9 de novembre de 1999.
Posteriorment, el PCRM va rebre el 49,9% dels vots a les eleccions legislatives moldaves de 2001 i va obtenir 71 dels 101 escons al Parlament. Amb majoria parlamentària del PCRM, Voronin va ser elegit com a president pel parlament l'abril de 2001. El Tribunal Constitucional va dictaminar que el President també podria dirigir a un partit polític, i Voronin va ser reelegit com a líder del partit
Va ser el partit polític governant a Moldàvia. Va guanyar les eleccions legislatives moldaves de 2005 i d'aquest partit en foren el president de Moldàvia, Vladimir Voronin, la primer ministre de Moldàvia, Zinaida Greceanîi, i el President del Parlament de Moldàvia, Marian Lupu. Sota Voronin, es van privatitzar nombroses empreses estatals i governà a la manera multipartidista. També va afavorir la integració europea i una eventual adhesió a la Unió Europea.
Després de les eleccions legislatives moldaves d'abril de 2009 i els disturbis civils posteriors, el clima a Moldàvia es va polaritzar. El Parlament no va poder nomenar un nou president. Per aquesta raó, es va dissoldre el Parlament i es convocaren eleccions anticipades. Va guanyar novament eleccions legislatives moldaves de juliol de 2009 amb el 44,7% dels vots i 48 escons, i els restants 53 escons de 101 anaren als quatre partits de l'oposició. El 8 d'agost els quatre partits de l'oposició formaren l'Aliança per a la Integració Europea i Vlad Filat del Partit Liberal Democràtic de Moldàvia (PLDM) fou nomenat primer ministre provisional. El president, Vladímir Voronin, va dimitir l'11 de setembre, i va ser substituït interinament pel Liberal Mihai Ghimpu, que va nomenar Filat primer ministre.
Al 2014 el partit va patir un trencament intern amb la formació del Partit Democràtic de Moldàvia, que va retenir 14 diputats del PCRM al Parlament. Posteriorment, el PCRM va anar perdent suports a les enquestes fins a la derrota de 2019, quan va perdre representació al Parlament per primera vegada a la història. Al 2021 però, va formar part del Bloc Electoral de Comunistes i Socialistes, una coalició amb el Partit dels Socialistes de la República de Moldàvia, recuperant posicions al Parlament amb 10 diputats d'oposició.

## Resultats electorals
| Any       | Vots    | %      | Escons   | +/- | Govern            |
| --------- | ------- | ------ | -------- | --- | ----------------- |
| 1998      | 487.002 | 30,01% | 40 / 101 |     | Oposició          |
| 2001      | 794.808 | 50,07% | 71 / 101 | 31  | Majoria           |
| 2005      | 716.336 | 45,98% | 56 / 101 | 15  | Majoria           |
| 2009 (I)  | 760.551 | 49,48% | 60 / 101 | 4   | Majoria           |
| 2009 (II) | 706.732 | 44,69% | 48 / 101 | 12  | Oposició          |
| 2010      | 677.069 | 39,34% | 42 / 101 | 6   | Oposició          |
| 2014      | 279.366 | 17,48% | 21 / 101 | 21  | Oposició          |
| 2019      | 53.175  | 3,75%  | 0 / 101  | 21  | Extraparlamentari |
| 2021a     | 398.678 | 27,17% | 10 / 101 | 10  | Oposició          |

a=Dins del Bloc Electoral de Comunistes i Socialistes, de 32 diputats totals.

### Presidencials
| Any       | Candidat               | 1a volta               | 1a volta               | 2a volta               | 2a volta               | Resultat               |
| Any       | Candidat               | Vots                   | %                      | Vots                   | %                      | Resultat               |
| --------- | ---------------------- | ---------------------- | ---------------------- | ---------------------- | ---------------------- | ---------------------- |
| 2001      | Vladimir Voronin       | 71                     | 70.30                  |                        |                        | Electe                 |
| 2005      | Vladimir Voronin       | 75                     | 74.26                  |                        |                        | Electe                 |
| 2009 (I)  | Zinaida Greceanîi      | 60                     | 59.41                  |                        |                        | Derrota                |
| 2009 (II) | Van exercir el boicot. | Van exercir el boicot. | Van exercir el boicot. | Van exercir el boicot. | Van exercir el boicot. | Van exercir el boicot. |
| 2011–12   | Van exercir el boicot. | Van exercir el boicot. | Van exercir el boicot. | Van exercir el boicot. | Van exercir el boicot. | Van exercir el boicot. |
| 2016      | Van exercir el boicot. | Van exercir el boicot. | Van exercir el boicot. | Van exercir el boicot. | Van exercir el boicot. | Van exercir el boicot. |
| 2020      | Van exercir el boicot. | Van exercir el boicot. | Van exercir el boicot. | Van exercir el boicot. | Van exercir el boicot. | Van exercir el boicot. |